# Systole complanata
Systole complanata är en stekelart som beskrevs av Zerova 1972. Systole complanata ingår i släktet Systole och familjen kragglanssteklar. Inga underarter finns listade i Catalogue of Life.